# Fossarus cereus
Fossarus cereus is een slakkensoort uit de familie van de Planaxidae. De wetenschappelijke naam van de soort is voor het eerst geldig gepubliceerd in 1880 door Watson.